# Fernando Jaramillo Paredes
Fernando Jaramillo Paredes (Popayán, 31 de diciembre de 1951-Bogotá, 15 de enero de 2014) fue un músico colombiano, director de la orquesta Los Tupamaros.

## Biografía
Fernando Jaramillo nació en Popayán, donde estudió música en especialización de piano. En 1975 funda en Bogotá la orquesta Los Tupamaros, donde dirigía el estilo de la música de cumbia y tropical. A partir de ahí sembraron éxitos como «La flaquita», y después vino «La chica gomela» y «Cachete, pechito y ombligo». Por un tiempo, Jaramillo dejó la orquesta y se unió a Los Ocho de Colombia, pero su casa volvería a llamarlo después.

## Triunfos
En 1983 aparece la primera grabación de la agrupación que se llamó "Esperanza", y el primer gran éxito fue «El Corrosco», que nació como un tema instrumental al que Fernando Jaramillo le puso letra. La agrupación ganó cinco Congos de Oro del Carnaval de Barranquilla, premios en Estados Unidos, otro en Australia y varios en el contexto nacional.

## Muerte
El 15 de enero de 2014 falleció, en su residencia en Bogotá de un infarto de miocardio, antes de su deceso Fernando Jaramillo cumplía al final del 2013 sus 62 años.